# Traugott Gey
Traugott Gey, auch Traugott Gay (* 25. November 1796 in Zschopau; † 1. Mai 1875 in Hannover) war ein deutscher Kinderdarsteller (Sopran) und Opernsänger (Bass) und Theaterschauspieler.

## Leben
Gey sollte Theologe werden und erhielt seine Ausbildung beim Kreuzkantor Christian Theodor Weinlig in Dresden. Seine schöne Sopranstimme wurde in der Kirche und in Kinderrollen auf der Bühne der Italienischen Oper in Dresden oft verwendet und besonders war es der Musikdirektor am Stadttheater Leipzig, wo Gey auf der Universität Theologie studierte, der ihn überredete, seine Stimme für die Bühne zu verwenden.
Gey sollte eine ruhige Theaterkarriere vor sich haben und an zwei Bühnen wirken. Sein erstes Engagement war Leipzig, wo er im Jahre 1818 als „Oberpriester“ im Opferfest zum ersten Mal die Bühne betrat und zehn Jahre zu den Lieblingen des Publikums zählte, und sein zweites und letztes Engagement Hannover, wohin er 1820 berufen wurde. Dort sang er nicht nur alle hohen, sondern auch tiefe Basspartien und spielte sogar mit Erfolg erste Rollen im Schauspiel. Hauptsächlich waren es jedoch Heinrich Marschners Opern, in denen er exzellierte und hat es der Meister wiederholt ausgesprochen, dass niemand es so trefflich verstanden hätte, seine Kompositionen zu Gehör zu bringen als Gey. Als Beweis hierfür komponierte er die Partie des „Hans Heiling“ für ihn. Es war dies stets eine Glanzrolle des Künstlers, gleichwie die Titelpartie in Mozarts Don Giovanni. Gey konnte die Rolle des Hans Heiling in der Uraufführung jedoch nicht singen, da diese in Berlin stattfand und die Partie von Eduard Devrient gesungen wurde. Gey war allerdings 1838 der erste Darsteller des Bäbu in Marschners gleichnamiger Oper.
Er wirkte mit Jugendfrische und unermüdlichem Eifer bis 1863 an der Hannoveraner Hofbühne und auch noch als greiser Künstler rief seine seltene Pflichttreue Bewunderung hervor. Am 29. Mai 1863 nahm er als „Bettler“ in Ferdinand Raimunds Verschwender von der Bühne und seinem Publikum Abschied. Kein Auge blieb trocken als die unsterblichen Conradin Kreutzerschen Weisen erklangen. Gey starb am 1. Mai 1875 in Hannover.
Sowohl in Leipzig als auch in Hannover waren es vorzugsweise die heroischen Partien, die seiner künstlerischen Individualität hervorragend angemessen erschienen und die auch allgemein Bewunderung hervorriefen.
Sein Sohn war der Maler Leonhard Gey.